# プリレプ
プリレプ（マケドニア語:Прилеп / Prilep、発音:[ˈprilɛp]  音声）は、北マケドニアの都市である。2002年時点の人口は66,246人であり、マケドニア共和国ではスコピエ、ビトラ、クマノヴォに次いで4番目に人口規模が大きい。プリレプはマルコ塔（Markovi Kuli）の町として知られる。

## 呼称
町の名前はマケドニア語でプリレプ（Прилеп / Prilep）、アルーマニア語でパルレァプ（Parleap、ギリシャ語でプリーラポス（Πρίλαπος / Prílapos）、トルコ語でピルレペ（Pirlepe）、あるいはペルレペ（Perlepe）と呼ばれる。

## 地理
プリレプはペラゴニア平地（Pelagonia）の北部、マケドニア共和国南部に位置し、面積は1,675平方キロメートルである。プリレプはプリレプ自治体の中核を成し、幹線道路のM5 / E65号線が通っている。首都のスコピエからは128キロメートル、ビトラからは44キロメートル、クルシェヴォ（Kruševo）からは32キロメートルである。

## 経済

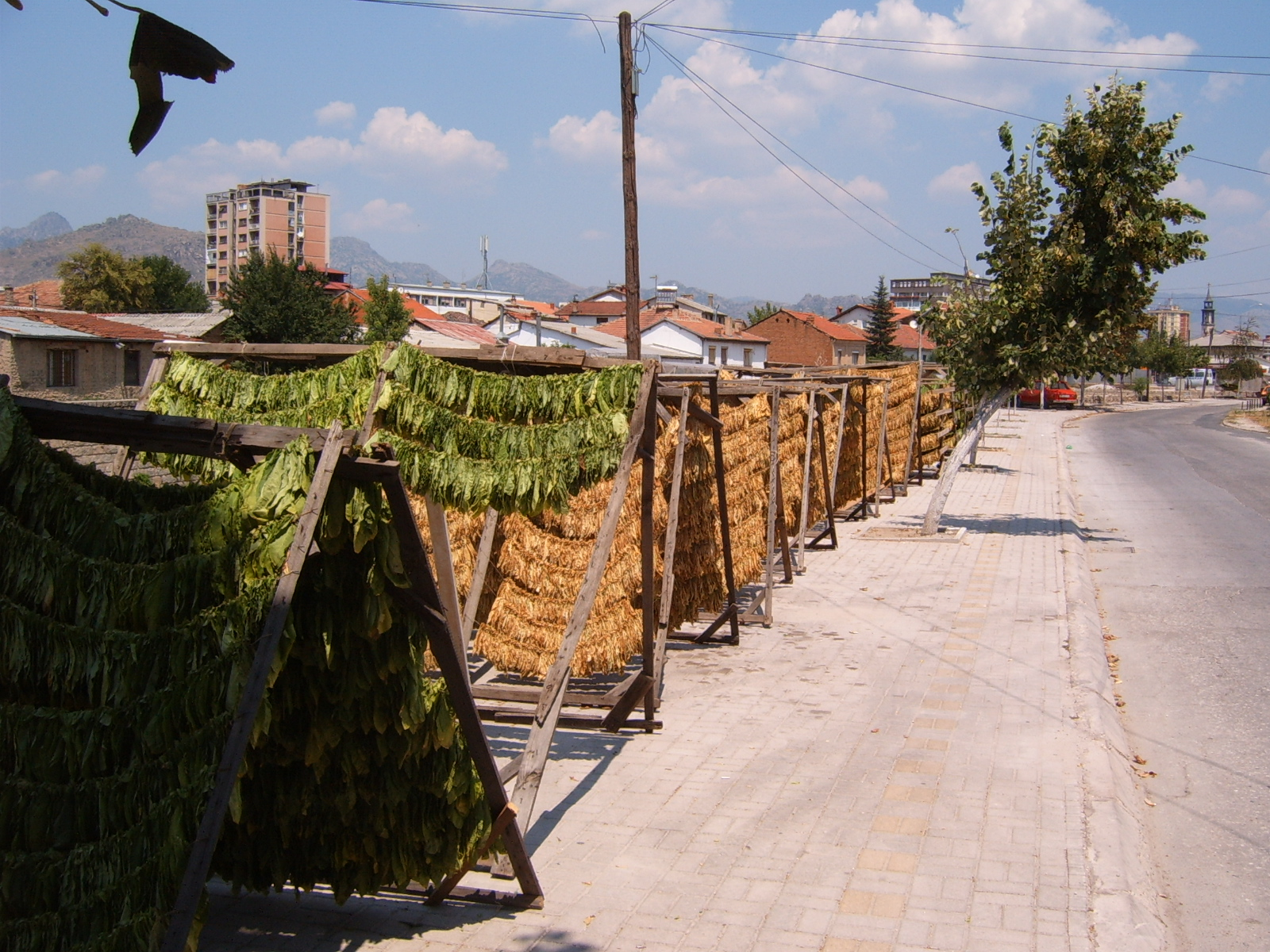
プリレプで乾されるタバコの葉

プリレプは高品質のタバコの生産地であり、また金属加工や、電子部品、木材、繊維の製造、食品産業もプリレプの主要な産業である。プリレプはまた大量のマケドニア・ビアンコ・シヴェツ（Bianco Sivec）と呼ばれる純白の大理石が生産される。
タバコはプリレプの伝統的な収入源であり、マケドニアの気候の恵みである。世界各国の主要なタバコ製造メーカーは、地元で栽培・加工されたプリレプのタバコの葉を使用している。プリレプに設置されたタバコ協会は、タバコの品種改良のための機関であり、遺伝子学を農業に応用したバルカン半島で初の試みであった。

## 住民
プリレプの住民の多数派はマケドニア人である。マケドニア人の人口は64,527人である。少数民族としてはロマが4,421人、セルビア人が315人、トルコ人が254などである。2001年のマケドニア紛争で、プリレプ出身の若い兵士10人が蜂起したアルバニア人の過激派に殺害されたことを受け、マケドニア人とアルバニア人の間には強い民族間対立がある。

## 歴史

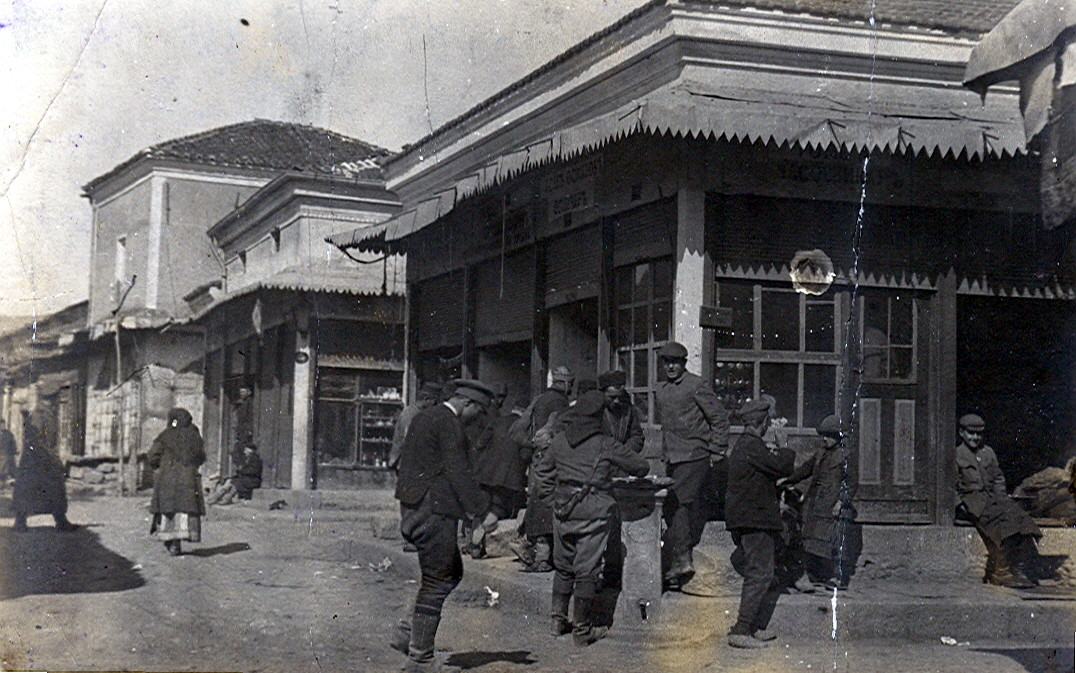
1915年のプリレプの絵葉書

プリレプは古代都市Styberraの遺構の上に建てられた。Styberraは古いマケドニア王国の都市であり、後にローマ帝国の配下となった。Styberraは268年にゴート族の侵入を受け、一部は廃墟となった。町がプリレプとして記録された最古の文献は1014年のものであり、クレイディオンの戦い（Battle of Kleidion）の後、ビザンティン皇帝バシレイオス2世によって目をくりぬかれた大量の兵士を見て、ブルガリア皇帝サムイルが卒倒した場所として記されている。町はその後再興されたブルガリア帝国の支配地となったが、後にオスマン帝国に征服された。

## 文化施設
- 古代スラヴ文化協会
- 現代ビジュアル・アート・センター: プリレプの中心にある芸術地区。地区は1957年に考古学者のボシュコ・バビッチ（Prof. PhD. Boško Babić）によって築かれ、バビッチと画家のリスト・ロザノフスキ（Prof. Risto Lozanovski）によって組織された。同地には毎年、画家や彫刻家などが滞在し、ガラス工芸、モザイク、写真、絵画、粘土作品などのワークショップやシンポジウムが開催され、各国から参加者が集まる。
- 毎年10月には国際児童音楽祭「星」（en）が開かれ、各国から参加者があつまる。
- 毎年、ヴォイダン・チェルノドリンスキ（Vojdan Chernodrinski）を記念するマケドニア・プロフェッショナル演劇祭が開かれる。
- ズルゼ修道院（Zrze、12世紀建造）
- 聖大天使ミハイル修道院（14世紀建造）

## 言語
ペラゴニア平地の中にあるプリレプの方言は、今日のマケドニア語標準形の土台となった。1943年にユーゴスラビア連邦の構成国としてマケドニア人民共和国が成立した翌年、マケドニア語はその公用語として存在が認められた。プリレプとヴェレスはマケドニアの地理的中心にあることから、これらの言語が標準形の基礎として選ばれた。

## 芸術と建築

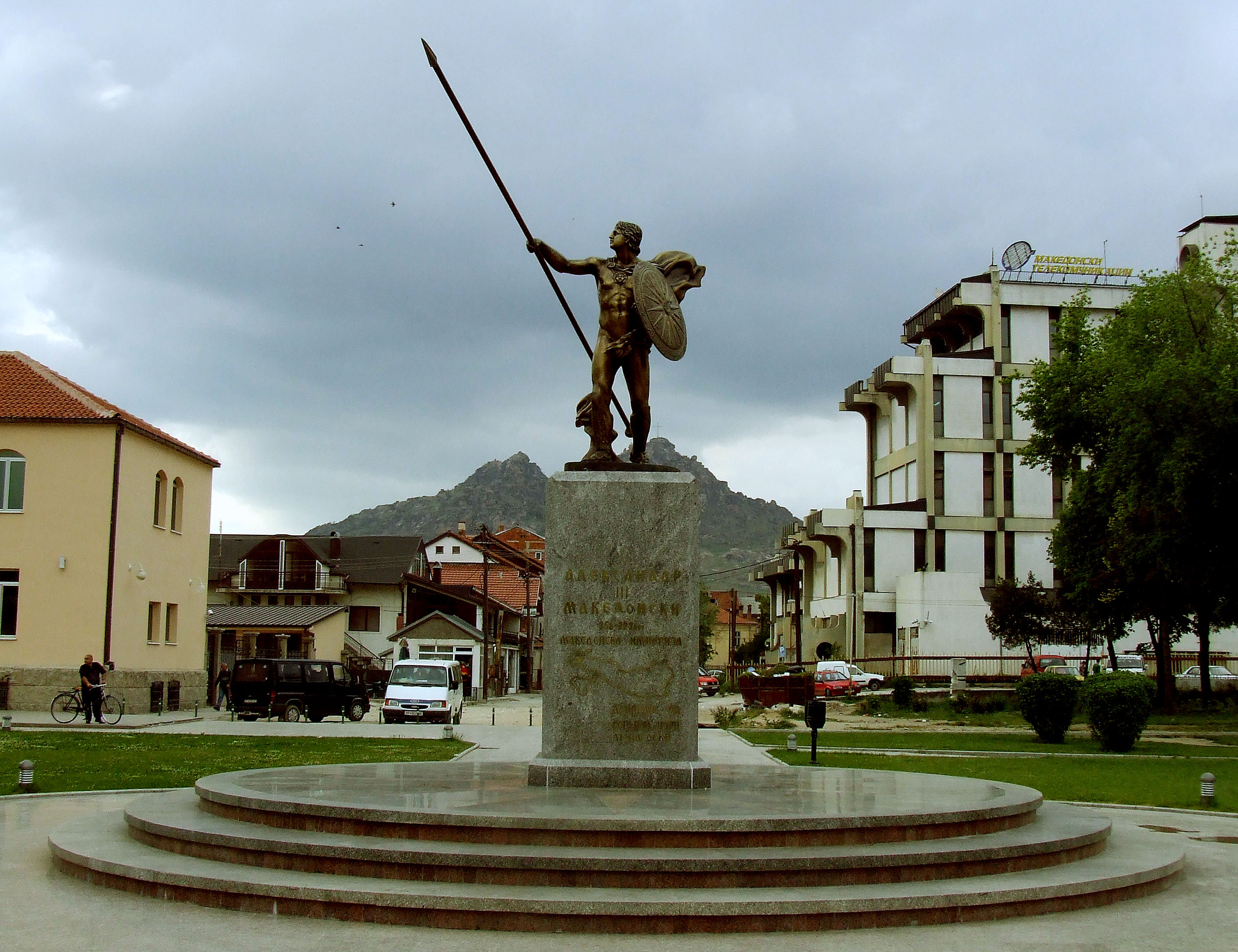
アレクサンドロス3世の像

プリレプには複数の古代遺跡があり、マルコ塔の場所にも見られる。また、18世紀の聖ニコライ聖堂、生神女就寝大聖堂、顕栄聖堂、プリレプ中央公園のファシズム犠牲者記念碑がある。巨大なローマ時代のネクロポリスがあり、まだ古代の城壁の跡も見られる。古代集落はTabula Peutingeriana（en）に記されたCeramiaeであると考えられている。ローマ時代の遺構はまた丘の斜面に立てられたヴァロシュ修道院でも見られる。修道院は後の中世の時代に建てられた。大量のローマ人が埋葬された墓地には、一部には故人やトラキア人の騎士の像、あるいはその他の公的な性質の像が副葬品として共に埋められている。ローマ人の墓地は丘の下のヴァロシュ修道院の庭に遺されている。これらの一部は修道院の外壁の内側に入っている。
最も重要な古代の遺構は、ツェピゴヴォ（Cepigovo）近くのボデム（Bedem）丘にある都市Styberraの遺構である。ローマ・マケドニア戦争の頃には、マケドニア王ペルセウスの基地として知られていた。プリレプ地域のその他の重要な遺構としては、Styberraから西に6キロメートルのところに、おそらくAlkomenaiの町があったと考えられている。Alkomenaiはマケドニアの王たちの要塞として使われ、ローマ時代に再建されてからはイリュリアへの進入路として使われた。城壁の一部、門、その他ローマ時代の建造物の一部が発掘された。近年になってこの地で発見された物品はプリレプ市博物館に保管されている。

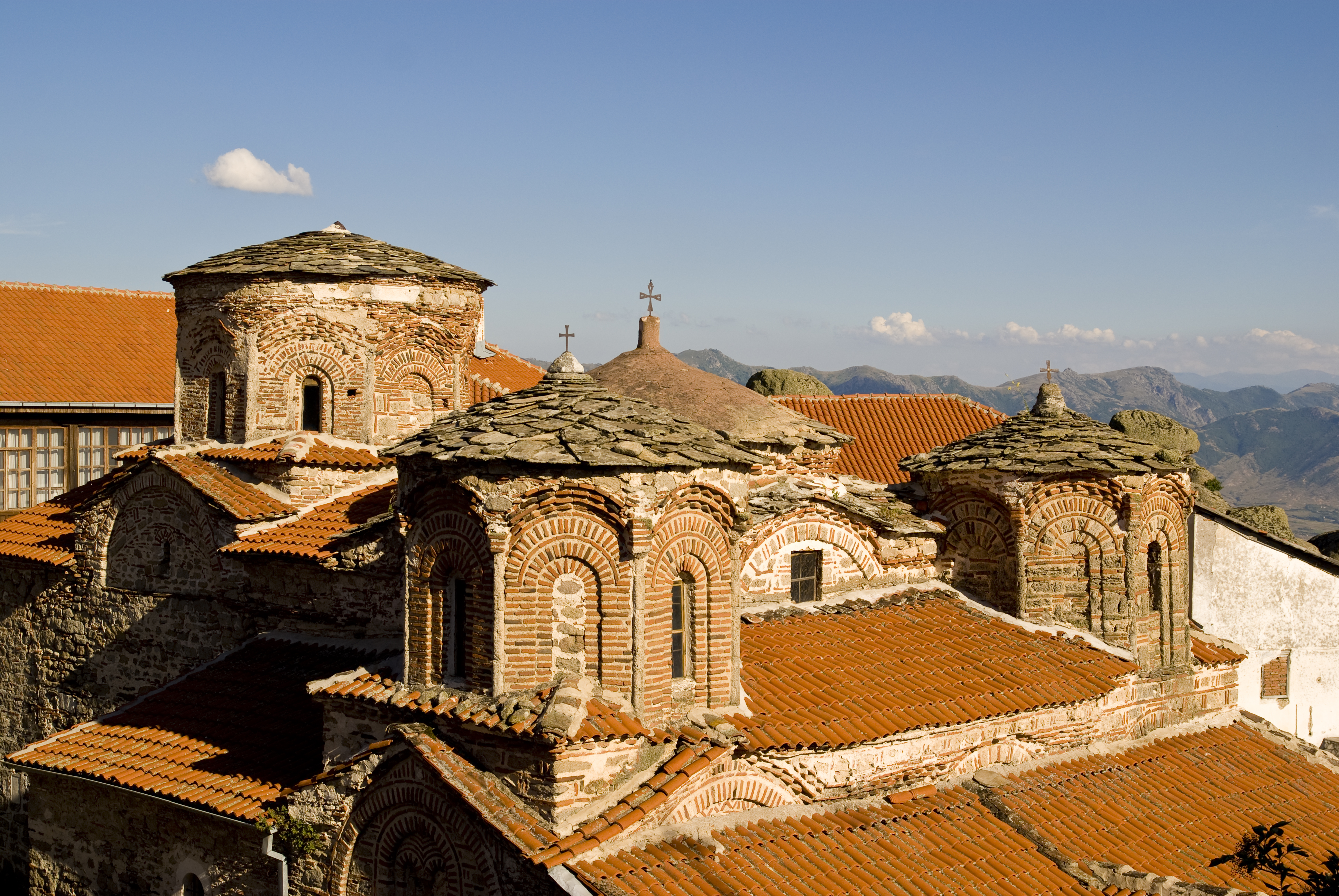
トレスカヴェツ修道院

トレスカヴェツ修道院はプリレプから北に10キロメートルのズラトヴルフ峰（Zlatovrv）のふもと、標高1100メートルの断崖絶壁にあり、12世紀に建てられた。プリレプには14世紀から15世紀にかけてのフレスコが残されている。この場所は初期ローマ時代のKolobaiseであると考えられ、古代の町の名前は、エフェソスのアルテミスに関する碑文に残されている。碑文はキリスト教聖堂のドームの頂上の十字架の土台として再利用されていた。トレスカヴェツに残されているこのほかの碑文には、1世紀のアポロに関するものがある。古い要塞はローマ、ビザンティンによって使用された。中世の間、ブルガリア皇帝サムイルも1014年にこの地を訪れている。マルコ公は要塞を大規模に再建し、重要な軍事的要塞とした。

## ゆかりの人物
- トシェ・プロエスキ - バルカン半島一円で人気のある歌手
- フェトヒ・オクヤル - トルコ共和国の首相も務めた軍人、政治家、外交官
- エレナ・ヴェレフスカ - ターボ・フォーク、ポップ・ミュージック歌手
- ゴッツェ・セドロスキー - サッカー選手、指導者

## 姉妹都市
ガーフィールド（Garfield, New Jersey）、アメリカ合衆国